# John McVie
John Graham McVie (Londres, 26 de novembro de 1945) é um músico britânico, integrante das bandas de rock e blues John Mayall & the Bluesbreakers e Fleetwood Mac. Seu sobrenome, junto com o do baterista Mick Fleetwood, inspirou o nome da segunda, onde conseguiu consagração internacional a partir da segunda metade dos anos 70. McVie foi introduzido no Rock and Roll Hall of Fame em 1998 por sua contribuição ao rock junto com seus companheiros de Fleetwood Mac, Christine McVie, sua ex-esposa, Stevie Nicks, Lindsey Buckingham e Fleetwood.

## Infância
Nascido logo após o fim da Segunda Guerra Mundial no bairro de Ealing, no oeste de Londres, ele começou a tocar guitarra aos 14 anos em bandas locais, fazendo covers do The Shadows.  Ao notar que todos os amigos estavam aprendendo a tocar guitarra ritmo e solo, ele resolveu passar para o baixo, inicialmente retirando as duas cordas mais agudas da guitarra, improvisando um baixo elétrico, até seu pai lhe comprar um baixo Fender cor de rosa, o mesmo usado pelo músico que mais o influenciava, Jet Harris, baixista do The Shadows. Pouco depois de deixar a escola aos 17 anos, ele passou alguns meses em treinamento para ser coletor de impostos em atraso e foi nesse período que começou sua carreira musical.
Sua primeira experiência em começar a fazer música própria foi nos quartos dos fundos de uma casa em seu bairro, com amigos de infância com a mesma cabeça aberta a novas experiências. Nesta época, ainda tocando na guitarra acústica alemã Framus com menos duas cordas, ele mostrava determinação em se aperfeiçoar no instrumento, o que lhe faria ser bem sucedido profissionalmente no futuro. Seu primeiro trabalho como baixista foi numa banda chamada The Krewsaders, que tocava em casamentos e festas de aniversário pelo bairro, fazendo covers das músicas do The Shadows.

## Início na carreira

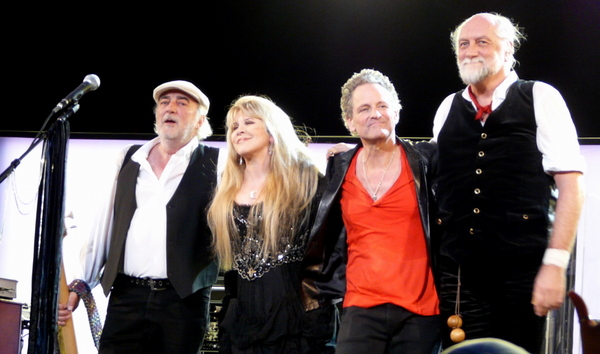
FLEETWOOD MAC em 3 de março de 2009 em St. Paul, MN no Xcel Energy Center. Da esquerda para a direita: John McVie, Stevie Nicks, Lindsey Buckingham, Mick Fleetwood.

### John Mayall's Bluesbreakers
Na época em que McVie treinava como coletor de impostos, o músico John Mayall começou a formar uma banda de blues no estilo das bandas de Chicago, John Mayall & the Bluesbreakers. Inicialmente, Mayall tentou cooptar Cliff Barton, baixista do Cyril Davies All Stars, para sua banda, mas Barton declinou do convite e lhe deu o telefone de McVie, incentivando Mayall a dar uma oportunidade ao jovem e talentoso baixista. Mayall entrou em contato com McVie e o convidou para um teste, ao fim do qual o convidou para entrar na banda. McVie aceitou mas continuou por nove meses a trabalhar com os impostos durante o dia até finalmente poder se transformar num músico profissional em tempo integral. Sob a tutela de Mayall, McVie, que não tinha treinamento formal em música, sendo autodidata, aprendeu a tocar o blues basicamente ouvindo os discos de B.B. King e Willie Dixon dados a ele pelo líder da banda. O guitarrista solo da banda era Eric Clapton.

### Peter Green e Mick Fleetwood
Em 1966, um jovem guitarrista, Peter Green, entrou para banda, substituindo Clapton, que a deixava para formar outra, o Cream. Pouco tempo depois, após gravarem o álbum A Hard Road, o baterista Aynsley Dunbar foi substituído por Mick Fleetwood. Green, McVie e Fleetwood fizeram rapidamente uma grande amizade  e quando Mayall lhes deu tempo livre num estúdio, os três fizerem uma gravação própria de três músicas, Curly, Rubber Duck, e uma música instrumental chamada Fleetwood Mac. No fim daquele ano, depois de ser ele mesmo substituído por Mick Taylor nos Bluesbreakers, Green resolveu formar sua própria banda, a qual batizou de "Fleetwood Mac", por causa de sua sessão rítmica preferida, os dois companheiros dos Bluesbreakers. Fleetwood, demitido por John Mayall devido às constantes bebedeiras, rapidamente se juntou à Green. No início, McVie ficou relutante em se juntar aos dois, temeroso de deixar um emprego bem pago na banda de Mayall, forçando Green a temporariamente contratar um baixista chamado Bob Brunning. Algumas semanas depois, McVie mudou de ideia reclamando que Mayall estava dirigindo muito a banda em direção ao jazz e juntou-se ao Mac em setembro de 1967.

## Fleetwood Mac

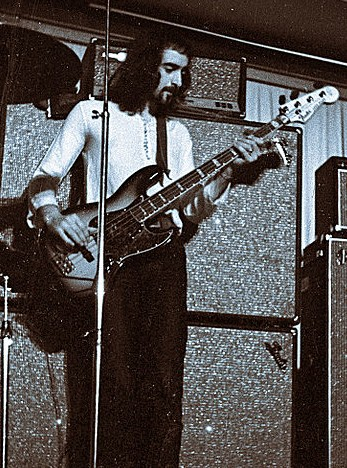
John McVie com o Fleetwood Mac,
18 de março de 1970

Com McVie agora integrando a banda, o Fleetwood Mac gravou seu primeiro disco, com o mesmo nome da banda, nos meses seguintes. Lançado em fevereiro de 1968, o álbum se tonou um sucesso imediato no Reino Unido, estabelecendo o Mac como um grupo importante do blues britânico. Eles começaram a fazer concertos por toda a Grã-Bretanha em clubes e pubs, tornando-se um nome conhecido no circuito nacional de blues. Nos três anos seguintes, a banda teve uma série de sucessos no Reino Unido e na Europa continental.

### Christine Perfect
Durante as turnês, frequentemente o Mac dividia os palcos com uma banda de blues chamada Chicken Shack. Foi numa dessas ocasiões que McVie conheceu Christine Perfect, pianista e cantora da banda. Depois de um breve romance de apenas duas semanas, os dois se casaram com Peter Green como padrinho. Com o casal não tendo tempo suficiente para ficar juntos por causa das constantes turnês das duas bandas, Christine - agora McVie - deixou o Chicken Shack para se tornar apenas dona de casa e ficar junto do marido. Entretanto, Green sairia pouco tempo depois do Mac e John conseguiu convencer a mulher a entrar para a banda.

### Sucesso internacional
Nos anos que se seguiram, o Mac mudou várias vezes de integrantes - mantendo sempre os McVie e Fleetwood - o que, ocasionalmente, tornava-se uma fonte de fricção e desconforto dentro da banda. Além disso, as constantes turnês assim como o costume de John de beber muito, colocaram pressão em seu casamento com Christine. Em 1974, os McVie e os outros membros do Mac se mudaram de Londres para a Califórnia, onde moraram brevemente com John Mayall em Los Angeles. No ano seguinte, com a entrada na banda dos norte-americanos Lindsey Buckingham e Stevie Nicks - também eles um casal - o Fleetwood conseguiu um enorme sucesso popular e de crítica com seu novo disco Fleetwood Mac. Porém, nos rastros do novo status de superestrelas do rock vieram sérios problemas conjugais para os McVie e em 1976, durante o que seria a gravação da obra-prima do Fleetwood Mac, Rumours, o casal acabou se divorciando. De maneira a colocar no passado a dor e o fim do relacionamento, Rumours traz várias canções de Christine sobre John, especialmente Don't Stop.
Em 1981, McVie concordou em sair em turnê novamente com os Bluesbreakers para a chamada "Reunion Tour", com John Mayall, Mick Taylor e Colin Allen. Durante o ano de 1982 a banda fez shows nos Estados Unidos, Austrália e Ásia.

## Vida pessoal
Depois de se divorciar de Christine, em 1978 ele voltou a se casar, com Julie Ann Reubens, mas continuou a beber pesadamente. Em 1987, uma convulsão provocada pelo consumo exagerado de álcool fez com que McVie largasse o vício e desde então se mantém sóbrio. Em 1989, sua mulher Julie Ann deu à luz o terceiro filho de McVie, Molly. Em seu tempo livre, ele é um entusiasta da Vela e uma vez quase se perdeu velejando no Oceano Pacífico. Um homem naturalmente recluso, seu envolvimento com o Fleetwood Mac tem sido constante mas notavelmente discreto, apesar do fato da banda ter parte do nome por causa de seu sobrenome. Limitando-se a ser o baixista e não sendo um compositor ou letrista, ele recebeu créditos de co-autor em um número muito pequeno de canções durante toda a existência do Mac, como em The Chain e Station Man.